# Beate Reinstadler
Beate Reinstadler, née le 20 mai 1967 à Stuttgart en Allemagne, est une joueuse de tennis autrichienne, professionnelle entre 1986 et 1997.

## Carrière
En 1992, alors classée 184e mondiale, elle s'incline en trois sets contre Jennifer Capriati à Roland-Garros (6-1 6-73 6-2).
L'année suivante, elle est demi-finaliste à Stratton Mountain grâce à ses victoires sur Lisa Raymond et surtout Helena Suková (12e). Elle s'incline au même stade de la compétition deux ans plus tard à Linz en battant la 30e mondiale, Sabine Appelmans. Elle réalise dans la foulée sa meilleure performance en Grand Chelem en battant Zina Garrison, 24e à la WTA au premier tour du tournoi de Roland-Garros avant de s'incliner au 3e tour contre la n°1 mondial, Arantxa Sánchez-Vicario (6-3, 6-1).
Sur le circuit ITF, elle a remporté deux tournois en simple.
Elle participe à deux matchs de double sans enjeu avec l'Autriche lors de la Coupe de la Fédération 1990. En 1995, grâce à sa victoire sur la Néerlandaise Kristie Boogert (7-67, 6-4) en match de barrages, elle permet à son équipe de réintégrer le groupe mondial pour l'édition 1996.

## Palmarès

### Titre en simple dames
Aucun

### Finale en simple dames
Aucune

### Titre en double dames
Aucun

### Finale en double dames
Aucune

## Parcours en Grand Chelem

### En simple dames
| Année | Open d'Australie | Open d'Australie | Internationaux de France | Internationaux de France | Wimbledon       | Wimbledon      | US Open         | US Open         |
| ----- | ---------------- | ---------------- | ------------------------ | ------------------------ | --------------- | -------------- | --------------- | --------------- |
| 1990  | 2e tour (1/32)   | Elizabeth Smylie | 1er tour (1/64)          | Laura Lapi               | -               | -              | 1er tour (1/64) | Zina Garrison   |
| 1991  | -                | -                | 1er tour (1/64)          | Debbie Graham            | 1er tour (1/64) | Brenda Schultz | -               | -               |
| 1992  | -                | -                | 1er tour (1/64)          | J. Capriati              | -               | -              | 1er tour (1/64) | Natalia Baudone |
| 1993  | -                | -                | -                        | -                        | -               | -              | 1er tour (1/64) | Audra Keller    |
| 1994  | 3e tour (1/16)   | Sabine Hack      | 1er tour (1/64)          | Nathalie Tauziat         | 1er tour (1/64) | M. Gaidano     | 1er tour (1/64) | Pam Shriver     |
| 1995  | 2e tour (1/32)   | Yone Kamio       | 3e tour (1/16)           | Arantxa Sánchez          | 2e tour (1/32)  | Anke Huber     | 1er tour (1/64) | Larisa Neiland  |
| 1996  | 1er tour (1/64)  | Arantxa Sánchez  | 1er tour (1/64)          | Amélie Mauresmo          | -               | -              | -               | -               |

À droite du résultat, l’ultime adversaire.

### En double dames
N'a jamais participé à un tableau final.

### En double mixte
N'a jamais participé à un tableau final.

## Parcours en Coupe de la Fédération
| #                                                                          | Date       | Lieu      | Surface         | Gagnante(s)               | Perdante(s)                      | Score         |          |
|                                                                            |            |           |                 |                           |                                  |               |          |
| 1990 - 2e tour (groupe mondial) - Autriche - Japon - 2 : 1                 |            |           |                 |                           |                                  |               |          |
| 1                                                                          | 23/07/1990 | Atlanta   | Dur (ext.)      | Maya Kidowaki Nana Miyagi | Barbara Paulus Beate Reinstadler | 6-0, 6-0      | Parcours |
|                                                                            |            |           |                 |                           |                                  |               |          |
| 1990 - 1/4 de finale (groupe mondial) - Autriche - Grande-Bretagne - 2 : 1 |            |           |                 |                           |                                  |               |          |
| 2                                                                          | 23/07/1990 | Atlanta   | Dur (ext.)      | Jo Durie Clare Wood       | Barbara Paulus Beate Reinstadler | 5-2, ab.      | Parcours |
|                                                                            |            |           |                 |                           |                                  |               |          |
| 1995 - Barrage (groupe mondial I) - Pays-Bas - Autriche - 1 : 4            |            |           |                 |                           |                                  |               |          |
| 3                                                                          | 22/07/1995 | Noordwijk | Moquette (ext.) | Miriam Oremans            | Beate Reinstadler                | 6-4, 5-7, 6-2 | Parcours |
| 3                                                                          | 22/07/1995 | Noordwijk | Moquette (ext.) | Beate Reinstadler         | Kristie Boogert                  | 7-67, 6-4     | Parcours |

## Classements WTA

### Classements en simple en fin de saison
| Année | 1986 | 1987 | 1988 | 1989 | 1990 | 1991 | 1992 | 1993 | 1994 | 1995 | 1996 | 1997 |
| Rang  | 314  | 348  | 411  | 171  | 100  | 172  | 179  | 84   | 91   | 66   | 265  | 659  |

Source : (en) « Classements de Beate Reinstadler », sur le site officiel du WTA Tour

### Classements en double en fin de saison
| Année | 1986 | 1987 | 1988 | 1989 | 1990 | 1991 | 1992 | 1993 |
| Rang  | 349  | 478  | 423  | 436  | 166  | 459  | 645  | 321  |

Source : (en) « Classements de Beate Reinstadler », sur le site officiel du WTA Tour